# Eristalinus viridis
Eristalinus viridis är en tvåvingeart som först beskrevs av Daniel William Coquillett 1898.  Eristalinus viridis ingår i släktet slamflugor, och familjen blomflugor. Inga underarter finns listade i Catalogue of Life.